# بينا (بييمونتي)
بينا (بالإيطالية: Benna)‏ هي بلدية في مقاطعة بييلا في إقليم بييمونتي في إيطاليا.

## السكان
في سنة 1861 بلغ عدد السكان 554 نسمة، وتطور العدد ليصل في سنة 2011 لـ 1٬190 نسمة.
يظهر هذا المخطط البياني تطور النمو السكاني لـ بينا (بييمونتي)